# Phil Clark (rögbijátékos)
Philip Corriston „Phil” Clark  (San Francisco, Kalifornia, 1898. szeptember 18. –   Riverside, Kalifornia, 1985. december 16.) olimpiai bajnok amerikai  rögbijátékos.
A Stanford Egyetem csapatában játszott rögbit. Az 1924. évi nyári olimpiai játékokon az amerikai rögbicsapatban játszott és olimpiai bajnok lett.
Geológus és olajmérnök végzettséget szerzett és ezekben a szakmákban dolgozott.